# Ravena (província)
A província de Ravena (em italiano:  Ravenna) é uma província italiana da região da Emília-Romanha com cerca de 350 879 habitantes, densidade de 189 hab/km². Está dividida em 18 comunas, sendo a capital Ravena.
Faz fronteira a norte com a província de Ferrara, a este com o Mar Adriático, a sul com a Toscana (província de Florença) e a oeste com a província de Bolonha.